# 普法特
普法特是德国巴伐利亚州的一个市镇。总面积48.16平方公里，总人口3097人，其中男性1580人，女性1517人（2011年12月31日），人口密度64人/平方公里。